# 타인의 취향 (드라마)
《타인의 취향》은 2006년 1월 14일에 MBC에서 방영한 베스트극장이다.

## 줄거리
자유기고가인 강민주는 조난당한 산에서 만난 익명의 남자(서유진)에게 강간을 당한 뒤 심각한 후유증을 겪게 된다. 이후 강간의 아픔에서 힘들게 벗어나지만 2년만에 자신을 강간했던 서유진을 만나게 되고, 잔인하리 만큼 정상적으로 살아가고 있는 남자의 모습에 경악한다. 결국 성폭행을 당했다는 사실 때문에 연인이었던 홍기표와 결별하게 된 강민주는 자신을 강간한 남자에게 복수를 결심한다.

## 등장 인물

### 주요 인물
- 김지우 : 강민주 역
- 이필모 : 서유진 역

### 주변 인물
- 윤성훈 : 홍기표 역
- 박호영 : 한재희 역
- 이대연 : 의사 역
- 윤주영 : 지연 역

### 그 외 인물
- 신은경 : 혜영 역
- 박태진 : 낯선남 역
- 오성윤 : 무희 역